# Diego San José Castellano
Diego San José Castellano (Irun, 13 d'octubre de 1978) és un guionista espanyol.

## Biografia
Diego San José Castellano és un guionista de cinema i televisió especialitzat en comèdia. Va començar en la pantalla petita escrivint per a programes d'humor com Vaya semanita, El intermedio, Qué vida más triste o La noche de José Mota.
En 2009 arriba la seva primera incursió al cinema amb Pagafantas, pel qual va rebre en el Festival de Màlaga el Premi al Millor Guió Novell, compartit amb Borja Cobeaga. També amb Cobeaga va escriure els guions de No controles (2010), de la reeixida Ocho apellidos vascos (2014) i de la seva seqüela Ocho apellidos catalanes (2015). També és autor del guió de Tenemos que hablar (2016) i de l'adaptació al cinema del còmic Superlópez dirigida per Javier Ruiz Caldera (2018).

## Filmografia
- Superlópez (2018)
- Fe de etarras (2017)[3]
- Tadeu Jones 2: El secret del rei Mides (2017)
- El pregón (2016)
- Tenemos que hablar (2016)
- Ocho apellidos catalanes (2015)
- Ocho apellidos vascos (2014)
- Las aventuras de Tadeo Jones (2012)
- Amigos... (2011)
- No controles (2010)
- Pagafantas (2009)
- La máquina de bailar (2006)

## Televisió
- Vamos Juan (2020)
- Vota Juan (2019)[4]
- El Ministerio del Tiempo (2016)
- Un país de cuento (2014)
- La puerta del tiempo (2013)
- La noche de José Mota (2013)
- Palomitas (2009)
- Qué vida más triste (2008-2010)
- El intermedio (2006)
- Made in China (2005)
- Agitación + IVA (2005)
- Vaya semanita (2003)
- Entre cien fuegos (2002)

## Musical
- Más de cien mentiras (2011)

## Llibres
- Venirse arriba (2015) amb Borja Cobeaga.[5]